# Gavin Glinton
Gavin Glinton est un footballeur international des Îles Turques-et-Caïques né le 1er mars 1979 à Grand Turk aux Îles Turques-et-Caïques.
Il est le meilleur buteur de l'histoire de ce territoire britannique d'outre-mer avec quatre buts inscrits en six sélections.

## Biographie
Il a connu sa première sélection le 18 février 2004 lors d'un match comptant pour les éliminatoires de la Coupe du monde 2006 face à Haïti.

### Buts internationaux
| No | Date             | Lieu                                                            | Adversaire   | Score | Résultat | Compétition                             |
| -- | ---------------- | --------------------------------------------------------------- | ------------ | ----- | -------- | --------------------------------------- |
| 1  | 4 septembre 2006 | Estadio Pedro Marrero, La Havane, Cuba                          | Îles Caïmans | 2-0   | Victoire | Coupe caribéenne des nations 2007       |
| 2  | 6 septembre 2006 | Estadio Pedro Marrero, La Havane, Cuba                          | Bahamas      | 2-3   | Défaite  | Coupe caribéenne des nations 2007       |
| 3  | 6 septembre 2006 | Estadio Pedro Marrero, La Havane, Cuba                          | Bahamas      | 2-3   | Défaite  | Coupe caribéenne des nations 2007       |
| 4  | 6 février 2008   | TCIFA National Stadium, Providenciales, Îles Turques-et-Caïques | Sainte-Lucie | 2-1   | Victoire | Éliminatoires de la coupe du monde 2010 |